# Vaquerías Palizada
Vaquerías Palizada är en ort i Mexiko.   Den ligger i kommunen Villa Victoria och delstaten Mexiko, i den södra delen av landet, 110 km väster om huvudstaden Mexico City. Vaquerías Palizada ligger 2 879 meter över havet och antalet invånare är 151.
Terrängen runt Vaquerías Palizada är kuperad åt sydväst, men åt nordost är den platt. Runt Vaquerías Palizada är det ganska tätbefolkat, med 144 invånare per kvadratkilometer. Närmaste större samhälle är Rincón de Nicolás Romero, 17,3 km väster om Vaquerías Palizada. I omgivningarna runt Vaquerías Palizada växer huvudsakligen savannskog.